# Konzulat Republike Slovenije v Knoxvillu
Konzulat Republike Slovenije v Knoxvillu je diplomatsko-konzularno predstavništvo (konzulat) Republike Slovenije s sedežem v Knoxvillu (ZDA); spada pod okrilje Veleposlaništvu Republike Slovenije v Združenih državah Amerike.
Trenutni častni konzul je ga. dr. Mateja de Leonni Stanonik, dr. med.